# 純粋経済学要論
『純粋経済学要論』（じゅんすいけいざいがくようろん）は、1874年から1877年にかけてフランス生まれのスイスの経済学者レオン・ワルラスにより著された経済学の著作をさす。

## 概要
ワルラスは本書を三部作として執筆する予定であり、純粋経済学、応用経済学、社会経済学の三部作の構想を持っていた。しかし著作としては完成せず、本書『純粋経済学要論』だけが発表された。数理的方法を用いたワルラスの純粋経済学の理論は、発表当初はあまり評価されなかったが、20世紀になってから経済学者たちに評価され、ケインズやシュンペーターも言及している。ワルラスの研究の画期性とは供給、需要そして市場を概念化した上で自由競争において生じる一般均衡を明らかにしたことにある。
古典派経済学では、生産者が生産に必要だった費用がそのまま交換価値となるように部分的な関係を全体に代表させていた。ワルラスは個々の商品市場における需要と供給が独立して部分的に均衡しているのではなく、ある市場での均衡が他の市場で価格変動があれば元の市場も不均衡となることがありうることを明らかにした。つまり各々の市場とは相互依存の関係にあり、最終的にはあらゆる市場が均衡状態になる一般均衡を考察することを試みた。価格、供給、需要という変数は全て相互に影響を与え合っており、一つの変数の変化によって他の変数が連鎖的に変化するため、あらゆる市場で需要と供給が合致する可能性は極めて低いと考えられる。しかしワルラスは価格変動の原理によってそのような均衡が可能となることを明らかにした。

## 書誌情報
- 『純粋経済学要論』　久武雅夫訳、岩波書店、1983年。